# Блаунтсвілл (Індіана)
Блаунтсвілл (англ. Blountsville) — місто (англ. town) в США, в окрузі Генрі штату Індіана. Населення — 98 осіб (2020).

## Географія
Блаунтсвілл розташований за координатами 40°3′37″ пн. ш. 85°14′23″ зх. д. / 40.06028° пн. ш. 85.23972° зх. д. (40.060255, -85.239836).  За даними Бюро перепису населення США в 2010 році місто мало площу 0,29 км², з яких 0,29 км² — суходіл та 0,00 км² — водойми.

## Демографія
Згідно з переписом 2010 року, у місті мешкали 134 особи в 49 домогосподарствах у складі 39 родин. Густота населення становила 455 осіб/км².  Було 60 помешкань (204/км²).
Расовий склад населення:
| - 97,0 % — білих |

До двох чи більше рас належало 3,0 %. Частка іспаномовних становила 0,0 % від усіх жителів.
За віковим діапазоном населення розподілялося таким чином: 28,4 % — особи молодші 18 років, 58,9 % — особи у віці 18—64 років, 12,7 % — особи у віці 65 років та старші. Медіана віку мешканця становила 38,3 року. На 100 осіб жіночої статі у місті припадало 78,7 чоловіків;  на 100 жінок у віці від 18 років та старших — 100,0 чоловіків також старших 18 років.
Середній дохід на одне домашнє господарство  становив 38 156 доларів США (медіана — 37 639), а середній дохід на одну сім'ю — 39 868 доларів (медіана — 38 056). За межею бідності перебувало 17,6 % осіб, у тому числі 30,3 % дітей у віці до 18 років та 0,0 % осіб у віці 65 років та старших.
Цивільне працевлаштоване населення становило 39 осіб. Основні галузі зайнятості: освіта, охорона здоров'я та соціальна допомога — 28,2 %, роздрібна торгівля — 17,9 %, виробництво — 17,9 %.